# 可藍
可藍（英語：Colleen Wei，1987年10月6日—），出生於臺灣宜蘭縣，為台灣知名模特兒及藝人。
2008年於個人部落格發表6年減肥35公斤成為模特兒的歷程文章引起網友熱情分享，2009年應日本電視放送網株式會社節目《魔女們的22時》邀請，赴日分享減肥故事，被日本媒體譽為台灣減肥魔女，並於同年將減肥歷程集結出版《真腰瘦！肥女變魔豆》一書。2011年1月1日開始，與朱學恆共同主持超視直播節目《不正常事件研究中心》，正式從模特兒轉換跑道至主持人，同年擔任超視《食在有健康》助理主持，後陸續接下超視兒童節目《超級資優班》及《超級小英雄》主持棒，並以《超級小英雄》獲得台灣媒體觀察教育基金會102年度國人自製兒童暨青少年優質節目五星獎的殊榮，2013年主持超視《食在好料理》，2016年主持ET新聞雲影音平台播吧的《ET保健室》。

## 外部連結
- 可藍部落格 （页面存档备份，存于）
- 可藍Facebook專頁 （页面存档备份，存于）
- 可藍instagram （页面存档备份，存于）
- 可藍youtube頻道
- 可藍新浪微博